# Ernest de Hohenberg
 (octobre 2008).
Si vous disposez d'ouvrages ou d'articles de référence ou si vous connaissez des sites web de qualité traitant du thème abordé ici, merci de compléter l'article en donnant les références utiles à sa vérifiabilité et en les liant à la section « Notes et références ».
Ernest de Hohenberg (Ernst Alfons Franz Ignaz Joseph Maria Anton Fürst von Hohenberg), né le 27 mai 1904 à Konopiště et mort le 5 mars 1954 à Graz, est le fils de François-Ferdinand d'Autriche et de Sophie Chotek, duchesse de Hohenberg.

## Biographie
Après l'assassinat de ses parents à Sarajevo, le 28 juin 1914, il est recueilli avec son frère et sa sœur par la veuve de leur grand-père l'archiduchesse Marie-Thérèse. Leur éducation est assurée par leur oncle maternel le prince Jaroslav de Thun et Hohenstein. Ernest de Hohenberg reste de santé fragile après l'assassinat de ses parents.
Ernest de Hohenberg épouse en 1936 Marie-Thérèse Wood, fille du capitaine anglais George Jervis Wood et de la comtesse hongroise Rosa Lónyay de Nagy-Lónya.
Deux enfants sont issus de cette union : 
1. François-Ferdinand de Hohenberg (1937-1978), qui, en 1964, épouse Heide Zechling (postérité) ;
2. Ernest de Hohenberg (né en 1944 à Radmer et mort en 2023[1]) qui épouse Patricia Caesar, née en 1953, dont il divorce en 1999 (Postérité).

Comme son frère Maximilien de Hohenberg Ernest de Hohenberg, hostile à l'Anschluss (1938), lors de l'annexion de l'Autriche à l'Allemagne,  est arrêté avec son frère par la Gestapo et déporté à Dachau.  Dans ce camp ils sont, ultime humiliation pour des princes, affectés à la corvée des latrines. Les paroles de Hermann Goering « La merde de l'Allemagne nouvelle » montrent l'état d'esprit des nazis envers les membres de la Maison de Habsbourg-Lorraine et leurs parents. Ernest de Hohenberg reste pendant cinq ans à Dachau. Arpentant le camp non sans panache, il tire sa petite charrette en chantant sans cesse des chants autrichiens, ce qui a le don d'exaspérer les S.S. Il survit à l'horreur du camp, il est libéré en 1944.[réf. nécessaire]
Au retour des camps, les trois enfants de l'archiduc François-Ferdinand finissent par récupérer leur château d'Artstetten en 1949. Ce dernier avait été récupéré au cours de l'occupation par Hermann Göring, proche collaborateur d'Adolf Hitler, et célèbre amateur de châteaux. 
Son séjour dans les camps de concentration a gravement altéré sa santé, il meurt en 1954, épuisé par les privations et les sévices endurés.